# درخت پیشوندی

يك ترای با كليدهای in, i, ten, ted, tea, to, A و inn

در علم رایانه ترای یا درخت پیشوندی یک داده‌ساختار درختی است که برای آرایه‌های شرکت‌پذیری استفاده می‌شود که کلیدهای آن معمولاً رشته می‌باشند. برخلاف یک درخت دودویی جستجو در این درخت هیچ گرهی، کلیدی را که توسط آن گره مشخص می‌شود ذخیره نمی‌کند؛ در عوض، موقعیت آن در درخت نشان دهنده کلید مربوط به آن است. تمام فرزندان یک گره پیشوند مشترکی دارند که این پیشوند در گره مربوطه ذخیره می‌شود. گره ریشه نیز یک رشته خالی است. معمولاً همه گره‌ها مشخص‌کننده کلیدها نیستند. فقط برگ‌ها و بعضی از گره‌های داخلی با کلیدها مرتبط می‌شوند. گره‌های حاوی کلید به نحوی علامت‌گذاری می‌شوند تا تمام کلیدها مشخص شوند.
البته یک ترای الزاماً شامل رشته‌های کاراکتری نمی‌باشد، بلکه حتی برای جایگشتهای عددی و مواردی از این قبیل هم می‌توان از ترای استفاده کرد.

## مزایای ترای نسبت بهدرخت دودویی جستجو
جستجوی کلیدها در ترای سریعتر است و از مرتبه طول کلید می‌باشد. اما در یک درخت دودویی جستجو با تعداد گره n باید {\displaystyle \log(n)} مقایسه برای پیدا کردن یک عنصر انجام داد.
ترای زمانی که شامل تعداد زیادی از رشته‌های کوچک باشد، فضای کمتری نسبت به درخت دودویی جستجو برای ذخیره اشغال می‌کند.

## کاربردها

### جایگزینیجدول درهم
ترای می‌تواند به عنوان جایگزین جدول درهم نیز استفاده شود.
مزایا:
۱- جستجوی داده‌ها در ترای سریعتر است و در بدترین حالت از (O(m می‌باشد. اما در جدول درهم در شرایط بد این کار از (O(n می‌باشد.
۲- در ترای تصادم وجود ندارد.
۳- در ترای نیازی به توابع درهم سازی یا تغییر این توابع نیست.
۴- ترای می‌تواند ترتیب الفبایی داشته باشد.
معایب:
ترای در مواردی ممکن است کندتر باشد. مخصوصاً در جاهایی که داده‌ها مستقیماً از دیسک سخت یا سایر حافظه‌های جانبی در دسترس هستند و سرعت دسترسی تصادفی در آن‌ها به مراتب کمتر از حافظه اصلی است.

### نمایشفرهنگ لغت
استفاده رایج ترای در ذخیره‌سازی فرهنگ لغت است. برنامه‌های فرهنگ لغت از توانایی و سرعت بالای ترای در جستجو، درج و حذف کلیدها بهره می‌برند.

### مرتب سازی
مرتب سازی واژه‌نگاری یک مجموعه از کلیدها به وسیلهٔ الگوریتمی که از ترای استفاده می‌کند به این ترتیب است:
- درج تمام کلیدها در ترای
- خروج تمام کلیدها به وسیلهٔ پیمایش پیش ترتیبی

## الگوریتم
یک برنامهٔ ساده و با رویکرد استفاده از توابع بازگشتی به زبان سی++ برای ذخیرهٔ اطلاعات در یک درخت ترای و دسترسی و جستجو در این ساختمان داده‌ها در زیر آمده‌است:
```
#include
<iostream>

#include
<string>

#define alph 26

using
 
namespace
 
std
;

/*	node structure (of course it has 26 children) and add and search

 functions are for lower case alphabets	*/

struct
 
node

{

bool
 
value
;
	
//if it's end of word or not

node
*
 
next
[
alph
];
	
//all alphabet for next digits

node
()
	
//initialization, the constructor

{

this
->
value
=
 
0
;

for
(
int
 
i
=
0
;
 
i
<
alph
 
;
 
i
++
)

next
[
i
]
=
 
NULL
;
	
//there is no next digit initialy

}

};

void
 
add
(
 
node
*
 
head
 
,
 
string
 
word
 
);

bool
 
search
(
 
node
*
 
head
 
,
 
string
 
query
 
);

int
 
main
()

{

node
*
 
root
=
 
new
 
node
();

int
 
n
;

cout
 
<<
" enter number of words you wanna insert "
 
<<
endl
;

cin
>>
 
n
;

for
(
int
 
i
=
0
;
 
i
<
n
;
 
i
++
)

{

cout
 
<<
"enter word "
<<
endl
;

string
 
word
;

cin
>>
word
;

add
(
root
,
word
);

}

cout
 
<<
" enter number of words you wanna search "
 
<<
endl
;

cin
>>
 
n
;

for
(
int
 
i
=
0
;
 
i
<
n
;
 
i
++
)

{

cout
 
<<
"enter query "
<<
endl
;

string
 
word
;

cin
>>
word
;

if
(
search
(
root
,
word
))

cout
<<
"YES"
<<
endl
;

else

cout
<<
"NO"
<<
endl
;

}

return
 
0
;

}

void
 
add
(
 
node
*
 
head
 
,
 
string
 
word
 
)

{

if
(
word
.
length
()
==
1
)

{

if
(
head
->
next
[
word
[
0
]
-
'a'
]
==
NULL
)

head
->
next
[
word
[
0
]
-
'a'
]
=
 
new
 
node
();

//%22word-%27a%27%22 makes an index alphabet number, 26 more or less of course

head
->
next
[
word
[
0
]
-
'a'
]
->
value
 
=
 
1
;

return
;

}

else
 
//if(word.length()>1)

{

if
(
head
->
next
[
word
[
0
]
-
'a'
]
==
NULL
)

head
->
next
[
word
[
0
]
-
'a'
]
=
 
new
 
node
();

return
 
add
(
head
->
next
[
word
[
0
]
-
'a'
],
 
word
.
substr
(
1
,
word
.
length
()
-1
));

}

}

bool
 
search
(
node
*
head
,
string
 
query
)

{

if
(
query
.
length
()
==
1
)

{

if
(
head
->
next
[
query
[
0
]
-
'a'
]
==
NULL
)

return
 
false
;

else
 
if
	
(
head
->
next
[
query
[
0
]
-
'a'
]
->
value
)

return
 
true
;

else
 
return
 
false
;

}

else

{

if
(
head
->
next
[
query
[
0
]
-
'a'
]
==
NULL
)

return
 
false
;

else
 
return
 
search
(
head
->
next
[
query
[
0
]
-
'a'
],
query
.
substr
(
1
,
query
.
length
()
-1
));

}

}

```

## فشرده سازی ترای
در حالتی که ترای پایستار باشد و نیازی به حذف و درج بعدی در آن نباشد، می‌توان با ادغام گره‌ها، ترای را فشرده کرد.

## نگارخانه

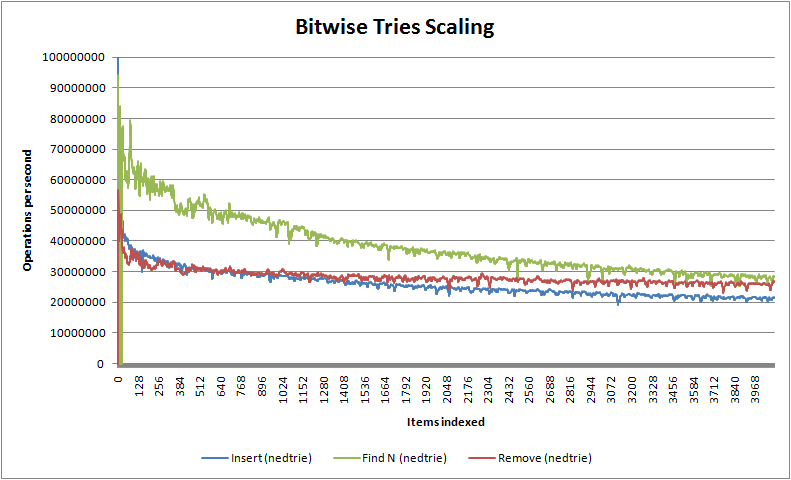
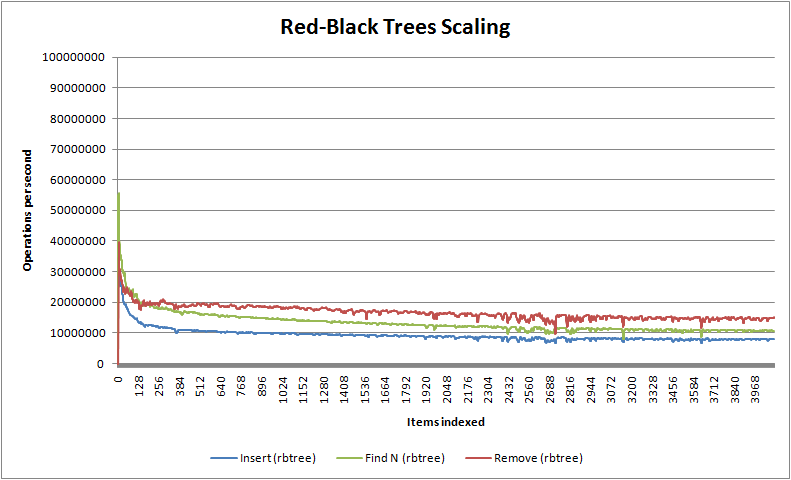
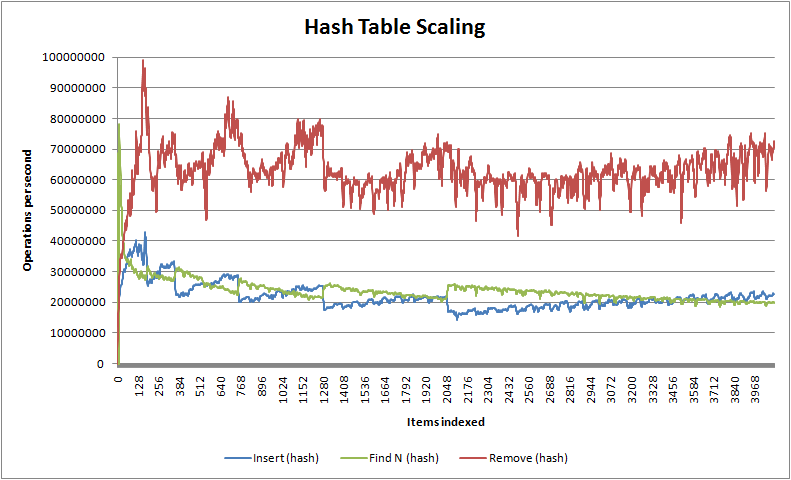